# Storie di ordinaria follia
Storie di ordinaria follia és una pel·lícula italiana del 1981 dirigida per Marco Ferreri. Fou rodada en anglès als Estats Units i protagonitzada per Ben Gazzara i Ornella Muti en els papers més destacats. El títol i la temàtica de la pel·lícula es basen en les obres i la persona del poeta estatunidenc Charles Bukowski, inclòs el relat curt The Most Beautiful Woman in Town (publicat per City Lights Publishing en la col·lecció de 1972 Erections, Ejaculations, Exhibitions, and General Tales of Ordinary Madness).
El protagonista de la pel·lícula, Charles Serking, es basat en el personatge autobiogràfic de Bukowski Henry Chinaski. En aquell moment, el director Taylor Hackford era propietari dels drets sobre el nom Chinaski, ja que els va adquirir quan va optar per la novel·la de Bukowski Post Office de 1971.

## Sinopsi
La pel·lícula segueix les aventures (sexuals) del poeta i alcohòlic Charles Serking, que posa al descobert la sordidesa de la vida als barris menys reputats de Los Angeles. La vida de Serking dona un gir a millor quan coneix a Cass, un jove prostituta amb hàbits autodestructius. Tenen una relació tempestuosa. Quan Serking rep una oferta d'una editorial important, Cass intenta impedir-li que marxi, però fracassa. Serking cedeix a la temptació dels grans diners, però aviat s'adona del seu error i torna a L.A. només per trobar que Cass s'ha suïcidat en la seva absència. Devastat, colpeja l'ampolla en una borratxera nocturn, però finalment arriba a la catarsi i torna a la casa d'hostes al costat del mar on va passar els seus moments més feliços amb Cass. Aquí torna a revifar la seva poesia amb l'ajut d'un jove admirador en una de les escenes de platja marca de Ferreri.

## Repartiment
- Ben Gazzara: Charles Serking
- Ornella Muti: Cass
- Susan Tyrrell: Vera
- Tanya Lopert: Vicky
- Roy Brocksmith: barman
- Katya Berger: noia a la platja
- Hope Cameron: propietari de l'hotel
- Judith Drake: vídua
- Patrick Hughes: proxeneta
- Wendy Welles: fugitiu
- Stratton Leopold: editor

## Recepció
Tot i que va tenir èxit a Europa, la pel·lícula va tenir una tèbia acollida als EUA malgrat la seva configuració nord-americana. Janet Maslin, del New York Times, va donar una crítica negativa a la pel·lícula.
| « | El millor que es pot dir sobre Storie di ordinaria follia de Marco Ferreri és que en algun lloc dins de la seva inviable barreja de pretensió i pornografia, hi ha una pel·lícula seriosa sobre art i abandonament sexual que lluita per sortir. El pitjor, que es pot dir amb molta més precisió, és que la pel·lícula del Sr. Ferreri és tensa, absurdament solemne i plena d'uduladors involuntaris. | » |

## Reconeixements
- 1981 - Festival Internacional de Cinema de Sant Sebastià
  - Conquilla d'Or a Marco Ferreri[4]
- 1982 - David di Donatello[5]
  - Millor director a Marco Ferreri
  - Millor guió a Sergio Amidei e Marco Ferreri
  - Millor fotografia a Tonino Delli Colli
  - Millor muntatge a Ruggero Mastroianni
  - Nominació Millor pel·lícula a Marco Ferreri
  - Nominació Millor actriu protagonista a Ornella Muti
  - Nominació Millor escenografia a Dante Ferretti
- 1982 - Nastro d'argento
  - Director de la millor pel·lícula a Marco Ferreri
  - Millor fotografia a Tonino Delli Colli
- 1982 - Grolla d'oro
  - Millor director a Marco Ferreri